# Picardia
A Picardia é uma região cultural, antiga província e antiga região administrativa da França. Situada no norte do país, compreende três departamentos: Aisne, Oise e Somme. Sua capital é Amiens.
Os limites da antiga Picardia não correspondem àqueles dos três departamentos que compõem a região atual. Somente a maior parte do departamento de Somme, o noroeste de Oise e o norte de Aisne correspondem à região histórica.
No âmbito da reforma territorial, a região Picardia se fundiu com a região Nord-Pas-de-Calais em 1 de Janeiro de 2016. O nome desta nova região é Altos da França, depois de ter sido temporariamente chamada Nord-Pas-de-Calais-Picardia.

## História
Foi integrada à Gália Bélgica na época romana, mais tarde foi dominada por diversos nobres feudais. No século XII se criaram diversas comunas e Filipe II de França a divide em 1185 em dois distritos administrativos, Amiens e Vermandois, aos quais vai progressivamente integrando a seus domínios. 

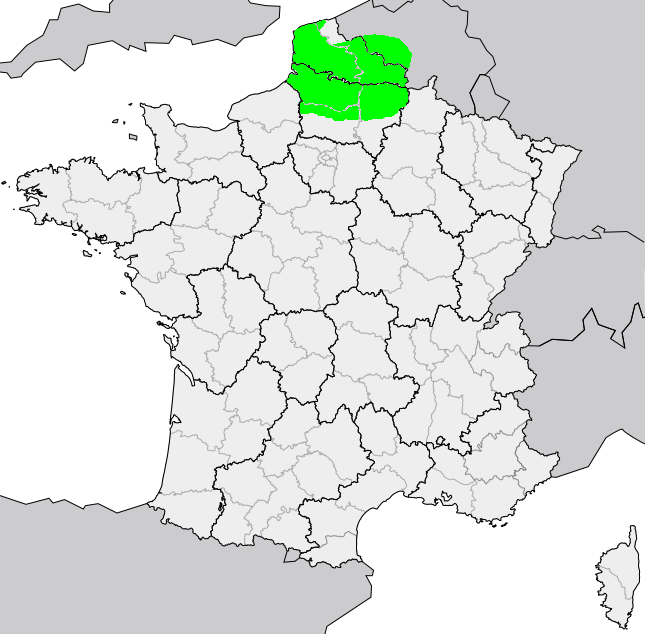
A Picardia no primeiro sentido do termo, área românica tendo escapado da germanização da antiga Bélgica, antes de se tornar uma entidade política.

Disputada pela França a Inglaterra durante a Guerra dos Cem Anos, a França acaba cedendo uma parte ao Ducado de Borgonha (tratado de Arras, 1435; ratificado pelo tratado de Conflans, 1465); mas com a morte de Carlos I de Borgonha (1477) e o segundo tratado de Arras (1482) — entre Luís XI de França e Maximiliano I da Áustria — incorporam o país à coroa francesa.
Depois do Tratado de Madrid (1526) acaba como território fronteiriço entre a França e os Países Baixos. Em 1557, Filipe II de Espanha derrota os franceses, conquistando o território na Batalha de Saint-Quentin, mas o Tratado de Cateau-Cambrésis (1559) devolve a França os territórios ocupados. Foi cenário da guerra entre França e Espanha e, em 1654, passou a ser definitivamente da França.
Nessa região, também foi assinado o Tratado de Amiens, que celebrou a paz entre a Inglaterra e o Império Napoleônico.
Durante a Primeira Guerra Mundial, uma ofensiva franco-britânica conseguiu avançar 15 quilômetros em um único dia, em 8 de agosto de 1918, sem grandes dificuldades. Aproximadamente 30 mil soldados alemães se renderam sem dar um único tiro. Em pânico e atordoados, imploravam pelo fim da guerra.

## Personalidades ilustres
- João Calvino nasceu em Noyon, na Picardia.
- Antoine Galland nasceu em uma aldeia na Picardia.